# Prima TV
Prima TV este un canal de televiziune privat comercial din România. De-a lungul anilor acesta a adus în România formate care au înregistrat recorduri de audiență în țările în care au fost difuzate: de la emisiuni-concurs (Vrei să fii milionar?), la reality show-uri (Big Brother, Star Factory), emisiuni de divertisment (Cronica Cârcotașilor) și muzică (Megastar).

## Descriere

### Acoperire
În prezent, Prima TV acoperă 87% din teritoriul urban, folosind o distribuție bazată pe transmisia prin satelit și preluarea de către rețelele de cablu, fiind disponibilă pentru aproximativ 75% din populație. Până în iunie 2015 postul a fost disponibil și pe canalul 38, terestru analogic. La sfârșitul anului 2011, a început să fie disponibil și în format terestru digital pe canalul 54 , mutându-se ulterior pe 59, însă fără emisie continuă în DVB-T. De la sfârșitul anului 2014 începutul anului 2015, postul nu mai este disponibil pe platforma de televiziune terestră digitală, iar în iunie a încetat transmisia în analog terestru.

## Istoric
Prima TV este o televiziune privată (comercială) din România, retransmisă prin cablu și în Republica Moldova. Prima TV este postul de televiziune cu cele mai multe reality show-uri din România și cu cea mai premiată emisiune de divertisment, Cronica Cârcotașilor.
În anul 2003 Prima TV a lansat în România reality show-ul "Big Brother", prezent în două serii în varianta autohtonă. Prima serie, câștigată de Soso, s-a bucurat de un succes mai mare față de cea care a urmat-o, câștigată de Iustin. 
Compania scandinavă de televiziune SBS Broadcasting SA a achiziționat toate acțiunile Amerom Television SRL, compania lui Cristian Burci care avea în proprietate Prima TV. În 2007, SBS Broadcasting SA a fost cumpărat de compania germană ProSiebenSat. 1 Media.

### 10 ani de Prima TV
În decembrie 2007, Prima TV a împlinit 10 ani de activitate, ocazie cu care a pregătit telespectatorilor un show în care amintea cele mai cunoscute producții ale postului. Printre ele s-au numărat: Banc Show (Nadine), Vrei să fii miliardar?, Copiii spun lucruri trăsnite, DA sau NU, Te crezi mai deștept? (Virgil Ianțu), Reuniunea de clasă, Totul pentru tine, Mereu prieteni, Megastar (Andreea Raicu), Cronica Cârcotașilor (Șerban Huidu și Mihai Găinușă), Big Brother (Andreea Raicu și Virgil Ianțu), Trădați în dragoste (Ernest),  Poliția în acțiune (Christian Sabbagh), Mondenii, Supernanny, Trăsniți în N.A.T.O. și Dill Mill Gayye (Întâlnirea Inimilor).

### 17 ani de Prima TV
În 2014, ProSiebenSat. 1 Media a anunțat că se va retrage din piața audiovizuală românească, Prima TV fiind acum parte din trustul Prima Broadcasting Group.
În decembrie 2014, Prima TV a împlinit 17 ani de activitate, aducând noi emisiuni în grilă în anul 2015 precum: Revendicarea (Mihai Ursu), Focus din inima României (Melania Medeleanu), Constantin 60' (Alexandru Constantin), Apel de urgență, Adevăruri ascunse, Dosarele DNA (Marius Saizu).

### 23 ani de Prima TV
La data de 8 septembrie 2020 , televiziunea Prima TV a fost preluată de către grupul Clever Group. O versiune HD a postului Prima TV a fost lansată pe 7 decembrie 2020.
În decembrie 2020, Prima TV a împlinit 23 de ani de activitate aducând noile emisiuni Sănătate cu stil (Luciana Indre), Alege rețeta națională (Horia Vârlan) și Selly Show (Selly), campania Darul cărții și serialul rusesc Anna Karenina. De asemenea jurnalul de știri Focus a trecut la un nou studio virtual odată cu lansarea versiunii HD a Prima TV.

## Focus
Știrile Focus sunt difuzate de luni până joi la orele *08:00, 14.00, 18.00 și 22.00, vineri Știrile Focus sunt difuzate la orele *08:00, 14.00, 18.00 iar în weekend sunt difuzate doar la ora 18.00. Focus este prezentat de Andreea Berecleanu (luni-joi, Focus 18), Marius Saizu (vineri-duminică, Focus 18), Irina Gologan (luni-vineri, Focus 08* - scos din grilă, din toamna anului trecut), Livia Graur (luni-vineri, Focus 14) și Ioana Maria Moldovan (luni-joi, Focus 22).
Focus Sport este prezentat de  Marina Nițoiu (vineri-duminică) și Maria Iordanescu (luni-vineri - Focus 08*, luni-joi - Focus 18) iar Focus Meteo este prezentat de Georgia Pietreanu (fostă Ninu) și Roxana Ghiorghian (luni-duminică) - a plecat de la Prima TV, în ianuarie 2024, iar de aproximativ un an, nu a mai prezentat programul Focus Meteo.

## Seriale

### Americane
- Dragoste și putere (The Bold and the Beautiful) (2003 – 2009)
- Al 7-lea cer (7th Heaven) (2007 - 2008)
- Brothers & Sisters (2008 - 2011)
- LOST: Naufragiații (2008 - 2010)
- Neveste disperate (Desperate Housewives) (2008 - 2010)
- Clinica (Private Practice)
- Mediumul (Medium) (2009 - 2014)
- CSI: Miami
- NCIS: Anchetă militară (2008 - 2014)
- Jericho (2009 - 2010)
- As the Bell Rings
- Love, Inc.
- Saved by the Bell (2008 - 2010)
- That '70s Show (2003 – 2004)
- Trăsniții din Queens (2014)
- Hawaii 5.0 (2014)
- 90210 (2014)
- New Amsterdam (2022 - prezent)
- 30 Rock (2023)
- The Good Place (2023 - 2024)

### Românești
- Mondenii (2006 – 2017, 2022)
- Trăsniți în NATO, apoi, Trăsniții din NATO, apoi Trăsniții (2003 – 2020)
- Nimeni nu-i perfect (2007 – 2008, 2015-2020)
- Efect 30 (2009)
- La TV (2015 - 2016)
- Pitici și tătici (2003 - 2004)
- Bătrâni și neliniștiți (2010 - 2012)
- Eu, Tu, El și Ea (2011)
- Iubiri secrete (2011 - 2014, 2022-prezent)
- În familie (2002 - 2003)
- 2băieți și Martha (2018)
- Gogo Mania (2006)
- Irezistibilii (2004 - 2005)
- 17 - O poveste despre destin (2008)
- Oportuniștii (2021 - 2022)
- Secretele președintelui (2021 - prezent)
- Pup-mă! Înfruntarea bacilor (2022)

### Italiene
- Pasiune toscană (2017 - 2018)
- Elisa (2018)
- Fiica Elisei (2018)
- Pasiune și speranță (2018)
- Capri (2018 - 2020)
- Orgolii (2018 - 2020)
- Familia (2018 - 2020)
- Paradisul femeilor (2018 - 2020)
- Prietena mea genială (2021)
- Dragoste și răzbunare (2022)
- Doar pentru iubire (2022 - 2023)

### Importate din alte țări
- Undercover - Misiune la Sud de Dunăre (Bulgaria) (2014 - 2015)
- Putere și glorie (Turcia) (2015 - 2016)
- Anna Karenina (Rusia) (2020 - 2021)
- The Sniffer (Ucraina) (2022 - 2023)
- Ultimul val (Franța) (2023)
- Muntele ucigaș (Rusia) (2023)
- Sfântul Maik (Germania) (2023)

## Desene animate

#### Ora Jetix
- Copiii de la 402
- June&July (Franța) (2006 – 2008)
- Pucca (co-producție) (2007 – 2009)

- Regele Shaman (Japonia) (2007 – 2010)
- Sonic X (Japonia) (2006 – 2007)
- Spioanele (Franța-Canada) (2006 – 2007)
- W.I.T.C.H. (Franța-Canada) (2006 – 2009)

- Yin Yang Yo (Canada, Franța) (2006 - 2009)

#### Disney
- Povești cu Mac-Mac (Statele Unite) (2011)
- Minunata Lumea Disney (Disney Classical) (2008 - 2012)

#### Nickelodeon
- Ren și Stimpy (Statele Unite) (1998 - 2000)
- Aventurile lui Rocko (Statele Unite) (1997 - 1998)

## Emisiuni
- Schimb de mame (2003 – prezent)
- O vreau pe Mama înapoi! (2007 - 2008)
- Supernanny (2005 – 2008; 2021 - 2023)
- Bătălia sexelor (2007–2008)
- S.O.S. – Salvați-mi casa! (2007 – 2013)
- Big Brother - Fratele cel mare (2003 – 2004)
- Banc Show (2003)
- Impact (2003)
- Nuntă în 48 de ore (2007 – 2008)
- Reuniunea de clasă (2002 – 2003)
- Copiii spun lucruri trăsnite (2000 - 2003; 2007 - 2013)
- Vrei să fii miliardar?, apoi Vrei să fii milionar? (2000 – 2003; 2014)
- Aventurile familiei Vijelie (2005)
- Te crezi mai deștept? (2007 – 2009)
- Calendarul anului, acum doar Calendarul zilei (2008 – 2009)
- 112: Poliția în Acțiune (2002 – 2014)
- Trădați în Dragoste (2005 – 2010)
- Capra Vecinului (2008)
- The Flavours: 3 Bucătari (2004 – 2015)
- Experiența Americană (2008 - 2012)
- Ring-Ring (2008 - 2009)
- Levinza prezintă (2001 – 2015)
- Sport, dietă și-o Vedetă (2004 – 2015)
- Sport cu Florentina (2004 – 2011)
- Cronica Cârcotașilor (2000–prezent)
- Ciao TV (2006 – 2008)
- Interviurile Cristinei Țopescu (2007)
- Curat, murdar? (2007 - 2012; 2015)
- Teo Live (2008)
- Momentul Adevărului (2008)
- Cireașa de pe Tort (2008 – 2017)
- Calculator prin România (2008)
- Megastar (2006 – 2008)
- PokerHeaven (2009)
- Vedete-n Figuri (2009 – 2010)
- România lui Gaiță  (2009 – 2012)
- Mobilul (2009)
- Hipnoza, jocurile minții (2009)
- Uite cine gătește (2010 - 2011)
- Galileo (2010 - 2013)
- Casă, construcție și design (2008 - 2020)
- Miss fata de la țară (2010 - 2011)
- Mi-s băiatul de la țară (2011 - 2013)
- Miss de la țară (2013)
- Academia lui Horia (2011 - 2012)
- Fete bune (2012)
- Prima TV Aniversar (pe 17 decembrie, în fiecare an)
- SOS Sănătatea mea (2014)
- Ajutor! Vreau să slăbesc (2013 - 2014; 2018)
- Killer Karaoke (2013)
- Regina cumpărăturilor (2013)
- Fii pe fază! (2013)
- Râzi și câștigi (2014 - 2016)
- Click! (2014 – 2015)
- Dosarele DNA (2014 - 2017)
- Epic Show (2014 – 2017; 2020)
- Sector 7 (2014 - 2017)
- Playtech (2014 – 2017)
- Amintiri din viitor (2014 – 2015)
- Historia.ro (2014)
- Nunți de poveste (2015 - 2017)
- Mama mea gătește mai bine (2015 - 2021)
- Revendicarea (2015)
- Apel de urgență (2015 - 2017)
- În bucătărie cu Horia (2018 - 2019)
- Starea nației (2018 - 2023)
- Flash monden (2018 - prezent)
- Secrete cu stil (2015 - 2020)
- Sănătate cu stil (2020 - prezent)
- Alege Reteta Națională (2020 - 2021)
- Selly Show (2020 - 2021)
- Darul Cărții (2020 - 2021)
- Insider Politic (2021 - prezent)
- Hai cu Fetele (2021)
- Exclusiv VIP (2021 - prezent)
- Poezie și Delicatețuri (2021 - prezent)
- Destinația anului (2021 - prezent)
- Ora de profit.ro (2021 - 2022)
- Florin Calinescu Show (2021)
- Din gospodărie în farfurie  (2021)
- Coloana de direcție (2021 - 2022)
- Aventurierii gustului (2022)
- Primii câștigă (2022 - 2023)
- Viața are gust (2023)
- Spune-mi cine ești (2023 - prezent)
- Delir monden (2023)
- Life & Style (2023 - prezent)
- Cursa iubirii (2023 - prezent)
- Minte sănătoasă în corp frumos (2023 - prezent)

### Știri
Focus este buletinul de știri principal al televiziunii Prima TV, fiind difuzat zilnic la orele 18:00.
- Focus 14 (luni-vineri 14:00-16:00)
- Focus 18 (zilnic 18:00-19:30)
- Focus Sport (zilnic 18:55)
- Focus Meteo (zilnic 19:25)
- Focus 23 (Luni-Joi 22:00-23:30)